# Welt-Emoji-Tag

Kalender-Emoji mit dem Datum des Welt-Emoji-Tages.

Der Welt-Emoji-Tag ist ein inoffizieller Feiertag, der am 17. Juli gefeiert wird. Seit 2014 wird der Tag jährlich mit Emoji-Events und Produktveröffentlichungen gefeiert.

## Herkunft
Der Feiertag wurde 2014 erstmals von dem in London lebenden Australier Jeremy Burge ins Leben gerufen. Er gründete 2013 die Emojipedia, in der alle Änderungen der Unicode-Emoji dokumentiert werden.
Der Welt-Emoji-Tag fiel damals auf den 17. Juli, da das allgemein verbreitete Kalender-Emoji (📅), wie es z. B. bei dem Apple iPhone, bei Samsung Geräten oder in der Zeichentabelle von OpenSUSE zu finden ist, den 17. Juli zeigt. Am 17. Juli 2002 wurde auf der Macworld Expo in New York erstmals für den Mac das Kalenderprogramm iCal angekündigt.

## Ankündigungen
Unternehmen nutzen den Welt-Emoji-Tag unter anderen auch, um Werbeaktionen zu starten.
2017 wurde das Empire State Building „Emoji-gelb“ beleuchtet, die amerikanische Luxus-Kaufhauskette Saks Fifth Avenue veranstaltete ein Emoji-Event mit einem „Emoji roten Teppich“ und Google entfernte die charakteristischen Blob-Emoji (englisch 'blob' „Klecks“).
2018 stellte Apple 70 neue Emoji vor, Kim Kardashian veröffentlichte ihre neuen Kimoji-Düfte und die Premiere von Emojiland, das Musical fand in New York statt.